# الأوسط سمهود
قرية الأوسط سمهود هي إحدى القرى التابعة لمركز أبو تشت في محافظة قنا في جمهورية مصر العربية. حسب إحصاءات سنة 2006، بلغ إجمالي السكان في الأوسط سمهود 8413 نسمة، منهم 3960 رجل و4453 امرأة.